# HappinessCharge Pretty Cure!
HappinessCharge Pretty Cure! (ハピネスチャージプリキュア！?, Hapinesu Chāji Purikyua!, HappinessCharge Precure!) è l'undicesima serie anime del franchise di Pretty Cure, creata da Izumi Tōdō e prodotta dalla Toei Animation. Trasmessa in Giappone su TV Asahi dal 2 febbraio 2014 al 25 gennaio 2015, in Italia è inedita.
HappinessCharge Pretty Cure! è preceduta da Dokidoki! Pretty Cure e seguita da Go! Princess Pretty Cure.

## Trama
L'Impero Fantasma, un'organizzazione guidata dalla malvagia Queen Mirage, attacca il paese che galleggia sopra la Terra, il Regno Blue Sky, con l'intento di portare infelicità e distruggere ogni cosa. Tutto il mondo è a conoscenza di questo e le Leggendarie Guerriere Pretty Cure fanno di tutto per proteggere sia la Terra che il regno.
Il dio della Terra, Blue, affida alla principessa del Regno Blue Sky, Hime Shirayuki, la missione di combattere contro i nemici come Pretty Cure, Cure Princess; tuttavia Hime ha troppa paura di lottare, pur essendo trasformata in una Leggendaria Guerriera, e scappa via. Blue la esorta quindi a cercare una compagna, affidandole il Cristallo d'Amore che la guiderà dalla sua partner: è così che Hime incontra l'ottimista Megumi Aino, la quale riesce a diventare Cure Lovely. Le due, insieme alla fata Ribbon, decidono di raccogliere tutte le PreCard con cui si possono esaudire i desideri e annientare l'Impero Fantasma. Nel corso della serie a loro si uniscono la pacifica Yuko Omori (Cure Honey) e la rigorosa Iona Hikawa (Cure Fortune), completando il quartetto delle HappinessCharge Pretty Cure.

## Personaggi

### Pretty Cure
Megumi Aino (愛乃 めぐみ?, Aino Megumi) / Cure Lovely (キュアラブリー?, Kyua Raburī)
Doppiata da: Megumi Nakajima (ed. giapponese)
Nata il 12 ottobre, ha 14 anni e frequenta la seconda media a Pikarigaoka. È ottimista, brava a trovare i punti di forza negli altri e non sa mentire. Piena di coraggio e amore, la sua frase simbolo è "Felice di felicità!" (「しあわせハピネス！」?, "Shiawase hapinesu!") e a volte i suoi tentativi di aiutare le persone risultano inopportuni o finiscono per essere dei fallimenti. È amica d'infanzia di Seiji e Yuko. Non ha un gran senso della moda, nonostante sia molto interessata all'argomento, ma grazie ad Hime il suo senso estetico cambia in meglio. Con il passare del tempo inizia a provare attrazione nei confronti di Blue, ma si fa da parte quando capisce che lui e Mirage sono innamorati l'uno dell'altra e anzi li aiuta a ricongiungersi, anche se ciò la rende molto triste; per questo Red cerca di soggiogarla, ma Seiji la salva e lei in seguito ne ricambia i sentimenti. È una grande ammiratrice delle Pretty Cure e delle loro imprese, e lei lo diventa nella speranza che i suoi poteri possano trovare una cura per la madre molto malata. Si trasforma in Cure Lovely, la Pretty Cure dell'Amore, di colore rosa, il cui simbolo è il cuore; possiede due Form Change: Cherry Flamenco (チェリーフラメンコ?, Cherī Furamenko), di colore rosso, e Lollipop Hiphop (ロリポップヒップホップ?, Roripoppu Hippuhoppu), di colore giallo. Ottiene inoltre la Innocent Form e, grazie a tutte le altre guerriere, Blue, Seiji, Ribbon e Glasan, il potere di trasformarsi in Forever Lovely.
Hime Shirayuki (白雪 ひめ?, Shirayuki Hime) / Cure Princess (キュアプリンセス?, Kyua Purinsesu)
Doppiata da: Megumi Han (ed. giapponese)
Nata il 1º aprile, ha 14 anni e proviene dal Regno Blue Sky, di cui è la principessa e futura regina; il suo vero nome è Himelda Window Cure Queen of the Blue Sky (ヒメルダ・ウィンドウ・キュアクイーン・オブ・ザ・ブルースカイ?, Himeruda Uindō Kyua Kuīn Obu Za Burū Sukai). È piuttosto egoista e viziata, le piacciono le cose carine ed essere alla moda. È diventata una Pretty Cure per proteggere il suo regno e salvare i suoi genitori rimasti intrappolati, insieme a tutti i cittadini, dall'Impero Fantasma, ma si fa facilmente prendere dalla paura e cerca di scappare piuttosto che rimanere e combattere. All'apparenza sfacciata, è in realtà molto timida tanto da non aver mai avuto amici, ma trova in Megumi un'ottima alleata; in seguito fa amicizia anche con Yuko e altri, iniziando a frequentare la scuola a Pikarigaoka e stabilendosi all'ambasciata di Blue Sky sulla Terra. Si scopre che è stata proprio lei, per curiosità, ad aprire la scatola Axia che ha portato il suo regno in rovina e ha costretto numerose guerriere a combattere, motivo per cui Cure Fortune prova astio nei suoi confronti; il rapporto tra Hime e Iona migliora quando, in seguito alla distruzione delle PreCard di trasformazione di Iona a opera di Phantom, Hime le consegna tutte le PreCard raccolte fino a quel momento che consentono alla ragazza di esprimere il desiderio di tornare a essere una Pretty Cure. Poco incline alle regole e romantica, durante le vacanze estive inizia a provare dei sentimenti per Seiji, però subito dopo capisce, grazie all'aiuto delle amiche, di non essere veramente innamorata del ragazzo. Si trasforma in Cure Princess, la Pretty Cure del Coraggio, di colore blu, il cui simbolo è la corona; ottiene inoltre la Innocent Form e due Form Change: Sherbet Ballet (シャーベットバレエ?, Shābetto Baree), di colore violetto, e Macadamia HulaDance (マカダミアフラダンス?, Makadamia Fura Dansu), di colore verde.
Yuko Omori (大森 ゆうこ?, Ōmori Yūko) / Cure Honey (キュアハニー?, Kyua Hanī)
Doppiata da: Rina Kitagawa (ed. giapponese)
Nata il 2 agosto, ha 14 anni e frequenta la seconda media a Pikarigaoka. Dolce e pacifica, adora cucinare e la sua famiglia gestisce un negozio di bentō da asporto. Considera il cibo molto importante, in grado di dare felicità alle persone e risollevare il morale. Il suo piatto preferito è il riso, che ha iniziato a cucinare sin da quando era piccola grazie al suo cane, ora morto, che per lei era molto importante. Porta sempre con sé delle caramelle al miele che distribuisce a chi è giù di corda. È amica d'infanzia di Seiji e Megumi, che la chiama "Yu-Yu" (ゆうゆう?, Yūyū). La sua personalità buona e affettuosa aiuta a calmare le persone che la circondano, e spesso è colei che placa i litigi tra Megumi e Hime. Diventa una Pretty Cure poco prima di Megumi, ma non svela subito la sua identità e aiuta le altre in difficoltà cantando una canzone che ipnotizza i nemici. Si trasforma in Cure Honey, la Pretty Cure della Gentilezza, di colore giallo, il cui simbolo è il trifoglio; ottiene inoltre la Innocent Form e due Form Change: Popcorn Cheer (ポップコーンチア?, Poppukōn Chia), di colore bianco, blu e rosso, e Coconuts Samba (ココナッツサンバ?, Kokonattsu Sanba), di colore arancione.
Iona Hikawa (氷川 いおな?, Hikawa Iona) / Cure Fortune (キュアフォーチュン?, Kyua Fōchun)
Doppiata da: Haruka Tomatsu (ed. giapponese)
Nata il 7 ottobre, ha 14 anni e frequenta la seconda media a Pikarigaoka. È seria e severa, porta a termine tutto ciò che decide, non conta su nessuno e pensa di poter fare tutto da sola. Pratica karate nel dojo di famiglia, vivendo insieme al nonno dopo la partenza dei genitori per gli Stati Uniti. Guerriera dalle eccellenti doti di combattimento con un forte senso della giustizia e del dovere, inizialmente combatte da sola, affiancata dalla fata Glasan. Conosce Hime e non ha molta stima di lei, ritenendola debole e viziata, perché ha aperto la scatola Axia che ha liberato l'Impero Fantasma: per questo attribuisce a Hime la colpa per la disfatta di sua sorella maggiore Maria / Cure Tender, sconfitta da Phantom e imprigionata in uno specchio. Dopo aver rivelato la sua doppia identità, chiede soltanto a Megumi e Yuko di fare squadra con lei in battaglia, ma diventa più amichevole con Hime quando le vengono distrutte le PreCard di trasformazione e quest'ultima le consegna tutte quelle che ha raccolto fino a quel momento per consentirle di tornare ad essere una Pretty Cure. A differenza delle altre, che sono state scelte dai Cristalli d'Amore di Blue, è diventata una Pretty Cure utilizzando il PreChan Mirror di Maria quando lei è caduta in battaglia. Si trasforma in Cure Fortune, la Pretty Cure della Fortuna, di colore violetto, il cui simbolo è la stella; ottiene inoltre la Innocent Form e due Form Change: Pine Arabian (パインアラビアン?, Pain Arabian), di colore turchese, e Anmitsu Komachi (あんみつこまち?, Anmitsu Komachi), di colore rosa e lilla.

### Impero Fantasma
Deep Mirror (ディープミラー?, Dīpu Mirā) / Red (レッド?, Reddo)
Doppiato da: Kazuhiko Inoue (ed. giapponese)
È uno specchio in grado di scrutare ogni angolo del globo, riuscendo così a individuare nuove Pretty Cure da eliminare e a comunicare ovunque gli ordini di Queen Mirage, che consiglia su come agire e su come disporre i sottoposti. Assume un comportamento educato, ma in realtà nasconde una grande spietatezza. Temendo che le Pretty Cure stiano cercando di liberare il potere della Axia, rafforza le difese e impedisce a Blue di confessare i suoi sentimenti per Mirage. Purificata Queen Mirage dalle Pretty Cure, passa al contrattacco in prima persona mostrandosi nelle sue vere sembianze, ovvero come la controparte malvagia di Blue, chiamata Red; si scopre quindi che in realtà è lui che per tutto il tempo ha controllato e ha reso malvagia Mirage, mettendola a capo dell'Impero Fantasma. Dapprima cerca di soggiogare Cure Lovely, ma, non riuscendoci, ripiega su Seiji e lo fa diventare cattivo, ponendolo contro le Pretty Cure che tuttavia infine lo liberano. È il dio del pianeta Red e vuole distruggere la Terra perché, al contrario del suo pianeta, non è andata distrutta da una collisione di meteoriti. Viene sconfitto da Forever Lovely, che purifica il suo odio, e torna ad essere il fratello maggiore di Blue, partendo con lui e Mirage verso il suo pianeta per ricostruirlo.
Queen Mirage (クイーンミラージュ?, Kuīn Mirāju)
Doppiata da: Mariko Kouda (ed. giapponese)
È la donna a comando dell'Impero Fantasma, denominata "regina dell'infelicità". L'apertura della Axia ha permesso a lei e i suoi seguaci, per errore, di liberarsi e d'invadere il Regno Blue Sky. Afferma che l'infelicità è una verità indiscutibile e sentimenti come l'amore, il coraggio e la gentilezza le provocano disagio. La sua arma è uno scettro e l'evocazione dei suoi Saiark crea una coltre di nebbia. Odia Blue e le Pretty Cure. Dopo aver combattuto contro Cure Lovely, viene purificata e riceve una dichiarazione d'amore da parte di Blue: viene rivelato, infatti, che trecento anni prima era una miko, dall'indole buona e amante della danza, capace di trasformarsi in una Pretty Cure, Cure Mirage (キュアミラージュ?, Kyua Mirāju), di colore rosso corallo; dopo essere stata rifiutata sentimentalmente da Blue, che come dio doveva amare le persone in egual misura, è stata soggiogata da Deep Mirror che l'ha resa malvagia; quindi è diventata la regina a capo dell'Impero Fantasma, comparso improvvisamente quando Hime ha aperto la scatola Axia. Dopo la caduta dell'Impero Fantasma, parte insieme a Blue e Red decisa a ricostruire il pianeta di quest'ultimo, separandosi però dalla sua fata PhanPhan.
Namakeruda (ナマケルダ?, Namakeruda)
Doppiato da: Tetsuo Kanao (ed. giapponese)
È un uomo al servizio di Queen Mirage, denominato "barone della pigrizia". Odia l'amicizia, l'amore e le persone che, al contrario suo, lavorano duramente. Il suo cappotto e il suo cappello, dotato di antenne, lo fanno assomigliare a un grillo. La sua arma è un bastone, da cui può sparare raggi di energia, e l'evocazione dei suoi Saiark crea muffa ovunque. Viene purificato dopo aver combattuto contro Cure Princess e ritorna ad essere l'impiegato che era un tempo, Namase (生瀬?, Namase), e che aveva una rock band che si esibì al festival culturale. Il suo nome deriva dall'espressione giapponese "namakeru da", che significa "sono pigro".
Hosshiwa (ホッシーワ?, Hosshīwa)
Doppiata da: Akemi Okamura (ed. giapponese)
È una donna al servizio di Queen Mirage, denominata "dama dell'avidità". È molto egoista, ama mangiare dolci e distrugge tutto ciò che non può avere. La sua arma è un ombrello e l'evocazione dei suoi Saiark trasforma l'ambiente in dolci. Viene purificata dopo aver combattuto contro Cure Honey e ritorna ad essere una maestra d'asilo, Wakako Hoshi (星 和歌子?, Hoshi Wakako). Il suo nome deriva dalla parola giapponese "hoshii", che significa "desiderare".
Oresky (オレスキー?, Oresukī)
Doppiato da: Takehito Koyasu (ed. giapponese)
È un uomo al servizio di Queen Mirage, denominato "generale della devastazione". È molto autoritario e brusco e ha una grande autostima. Indossa abiti militari e l'evocazione dei suoi Saiark trasforma l'ambiente in una landa desolata con nuvole scure. Ha l'ossessione di diventare il migliore di tutti e controllare il mondo secondo il suo regime. Viene purificato dopo aver combattuto contro Cure Fortune e ritorna ad essere un agente della polizia locale, Polisky (ポリスキー?, Porisukī). Il suo nome deriva dall'espressione giapponese "ore suki", che significa "mi piace".
Phantom (ファントム?, Fantomu)
Doppiato da: Hirofumi Nojima, Megumi Nakajima (Unlovely) (ed. giapponese)
È un uomo al servizio di Queen Mirage, denominato "cacciatore di Pretty Cure" (プリキュアハンター?, Purikyua Hantā) per via della sua continua ricerca di Leggendarie Guerriere da sconfiggere e imprigionare nel cimitero a loro dedicato. È fedele soltanto a Mirage, che cerca di rendere felice attraverso le sue conquiste e colmare così il vuoto che la donna sente nel petto. Prova un forte astio nei confronti di Blue, che ritiene essere la causa del malessere della sua padrona. Il suo attacco si chiama Eternal Gauge (エターナル・ゲージ?, Etānaru Gēji) e l'evocazione dei suoi Saiark trasforma l'ambiente in miniere di ametista. Più forte rispetto ai suoi colleghi, riesce a distruggere le PreCard che attivano la trasformazione di Cure Fortune, la quale è costretta a usarne di nuove, così come ruba l'ombra di Cure Lovely e la utilizza per prendere le sembianze di una versione oscura della guerriera, Unlovely (アンラブリー?, Anraburī), e fare leva sulle debolezze della ragazza. Rimasto ferito dopo uno scontro con le Pretty Cure, Yuko si offre di prendersene cura pur essendo un nemico. Viene purificato dopo aver combattuto contro Cure Honey, rivelando di essere la fata di Cure Mirage, PhanPhan (ファンファン?, Fanfan); sceglie tuttavia di non partire con lei, Blue e Red ma di rimanere al fianco delle Pretty Cure, divenendo il partner di Yuko e aiutando quest'ultima nel negozio di famiglia.
Madame Momeru (マダムモメール?, Madamu Momēru)
Doppiato da: Kenji Hamada (ed. giapponese)
È un uomo al servizio di Queen Mirage, attivo alle Hawaii. Dall'atteggiamento narcisista ed effeminato, solitamente finisce le frasi con l'intercalare "momemome~" (「モメモメ～」?, "momemome~") e l'evocazione dei suoi Saiark trasforma l'ambiente in terre congelate. È il nemico delle Alo~ha Pretty Cure. Il suo destino dopo la distruzione dell'Impero Fantasma è sconosciuto.
Choiark (チョイアーク?, Choiāku)
Doppiati da: Takuya Masumoto (ed. giapponese)
Sono combattenti al servizio dell'Impero Fantasma vestiti tutti di nero. Sono piuttosto deboli, sono in grado di provocare scosse elettriche dalle loro mani e fondamentalmente ripetono la parola "choī!" (「チョイー！」?, "choī!"). Quando vengono purificati diventano bianchi.
Saiark (サイアーク?, Saiāku)
Doppiato da: Takuya Masumoto (ed. giapponese)
È il mostro evocato dall'Impero Fantasma. Viene creato intrappolando una persona in uno specchio nero; quando il mostro viene sconfitto, la vittima viene liberata, mentre l'energia del Saiark diventa una PreCard. I Saiark evocati da Namakeruda, Hosshiwa, Oresky, Madame Momeru e Queen Mirage indossano occhiali da sole e una sciarpa che cambia colore a seconda di chi lo ha evocato (rispettivamente verde, rosa, giallo, viola e blu), mentre quelli evocati da Phantom hanno un corno in testa e indossano occhiali da sole e un mantello bianco. I Saiark evocati da Red sono i più potenti, hanno il corpo completamente rosso (a differenza degli altri, che ce l'hanno nero), indossano occhiali da sole a forma di fulmine e una sciarpa di colore rosso.

### Regno Blue Sky
Ribbon (リボン?, Ribon)
Doppiata da: Naoko Matsui (ed. giapponese)
È la fata responsabile di Hime, nonché partner di Cure Princess e poi anche di Cure Lovely e Cure Honey. È molto fine ed educata, ma anche molto coraggiosa, e non ha peli sulla lingua. È brava a cucinare e qualche volta ha difficoltà a gestire i capricci di Hime. Quando le sue partner sconfiggono un Saiark, chiede che le venga strofinato il nasino: così starnutisce e nel suo zainetto vengono memorizzate nuove PreCard.
Glasan (ぐらさん?, Gurasan)
Doppiata da: Miyuki Kobori (ed. giapponese)
È una fata viola, partner di Cure Fortune. Nonostante sia una femmina, è solita esprimersi con termini prettamente maschili. Quando la sua partner sconfigge un Saiark, chiede che le venga strofinato il nasino: così starnutisce e nel suo zainetto vengono memorizzate nuove PreCard.
Blue (ブルー?, Burū)
Doppiato da: Shōma Yamamoto (ed. giapponese)
È il dio della Terra che conferisce alle eroine il potere delle Pretty Cure. Ha una personalità calma e gentile, ma è molto rigido sulle regole da rispettare. Può controllare ogni angolo del mondo attraverso gli specchi della Cross Mirror Room dell'ambasciata del Regno Blue Sky. Trecento anni prima aveva donato i poteri da Pretty Cure anche a Mirage, che ai tempi era una miko. Nonostante fosse innamorato di lei, dovette rifiutarla perché, essendo un dio, doveva amare tutte le persone allo stesso modo; a causa di questo lei è diventata la regina cattiva dell'Impero Fantasma. Dopo un tentativo di dichiararsi a Mirage, interrotto da Deep Mirror, le confessa i suoi sentimenti quando la donna viene purificata dalle Pretty Cure. Megumi si prende una cotta per lui, ma si fa da parte quando capisce che è Mirage ad occupare i suoi pensieri. Dopo la caduta dell'Impero Fantasma, confessa che Red è suo fratello maggiore e parte insieme a lui e Mirage verso il pianeta Red per poterlo ricostruire.
Re (国王?, Kokuō) e Regina (王妃?, Ōhi)
Sono i genitori di Hime e sovrani del Regno Blue Sky. Come tutti i sudditi, sono stati intrappolati negli specchi a causa dell'Impero Fantasma che ha invaso il Paese. Vengono liberati a seguito della purificazione di Queen Mirage e possono riabbracciare la figlia.

### Altri personaggi
Seiji Sagara (相楽 誠司?, Sagara Seiji)
Doppiato da: Ryōsuke Kanemoto / Yayoi Sugaya (da bambino) (ed. giapponese)
È un ragazzo di 14 anni, compagno di classe di Megumi. I due abitano nello stesso condominio e si conoscono sin da bambini, tanto che lui conosce i punti di forza e di debolezza di lei. Scopre che Megumi e Hime sono delle Pretty Cure e decide di mantenere il segreto e aiutarle. Ama le arti marziali ed è cintura nera di karate, allenandosi diligentemente tutti i giorni nel dojo della famiglia di Iona. Anche se è popolare con le ragazze, non ha alcun interesse in una relazione e vuole concentrarsi sulla sua formazione; tuttavia, in seguito si scopre geloso di Megumi, dimostrando così di essere innamorato di lei. L'affetto che prova per Megumi non passa inosservato a Red, che gli fa il lavaggio del cervello e lo fa diventare malvagio; combatte infatti contro le Pretty Cure, che però riescono alla fine a riportarlo alla normalità.
Maria Hikawa (氷川 まりあ?, Hikawa Maria) / Cure Tender (キュアテンダー?, Kyua Tendā)
Doppiata da: Sanae Kobayashi (ed. giapponese)
È la sorella maggiore di Iona. Ha un carattere giocoso, ma assennato; prova un forte affetto per Iona e come lei pratica karate. Riconosciuta come una delle Pretty Cure più forti, è stata sconfitta e intrappolata in uno specchio da Phantom per proteggere Iona, e la sua scomparsa è stata giustificata ai conoscenti dicendo che è andata a studiare all'estero. La sua disfatta è la ragione per cui Iona ha scelto di diventare una Pretty Cure e poterla così salvare a sua volta. Durante la sua lunga assenza viene soggiogata da Queen Mirage, che la manda a scontrarsi con le Pretty Cure, le quali al contrario la liberano e la riportano alla normalità. Decide di non combattere al loro fianco e parte per l'America, ritornando soltanto per aiutare le altre Pretty Cure nella battaglia contro Red. Si trasforma in Cure Tender, di colore indaco, e il suo attacco è Tender Rising Starburst (テンダー・ライジングスターバースト?, Tendā Raijingu Sutābāsuto).
Kaori Aino (愛乃 かおり?, Aino Kaori)
Doppiata da: Kyōko Dōnowaki (ed. giapponese)
È la madre di Megumi. Nonostante sorrida sempre, è molto malata e prende molte medicine. Le piace preparare la marmellata fatta in casa.
Masaru Aino (愛乃 勝?, Aino Masaru)
Doppiato da: Teruaki Ogawa (ed. giapponese)
È il padre di Megumi ed è in viaggio per lavoro, tornando a casa raramente.
Yoko Omori (大森 ようこ?, Ōmori Yōko)
Doppiata da: Mari Adachi (ed. giapponese)
È la madre di Yuko. Gestisce insieme alla famiglia il negozio di bentō da asporto Omori Gohan.
Takeo Omori (大森 たけお?, Ōmori Takeo)
Doppiato da: Satoshi Taki (ed. giapponese)
È il padre di Yuko. Gestisce insieme alla famiglia il negozio di bentō da asporto Omori Gohan.
Ai Omori (大森 あい?, Ōmori Ai)
Doppiata da: Asami Yano (ed. giapponese)
È la sorella maggiore di Yuko. Gestisce insieme alla famiglia il negozio di bentō da asporto Omori Gohan.
Ine Omori (大森 イネ?, Ōmori Ine)
Doppiata da: Mami Horikoshi (ed. giapponese)
È la nonna di Yuko. Vive con il marito Yonezo nella vicina Pikariyama, dove gestiscono delle risaie a terrazze e forniscono poi il prodotto al negozio Omori Gohan.
Yonezo Omori (大森 米蔵?, Ōmori Yonezō)
Doppiato da: Shigeru Ushiyama (ed. giapponese)
È il nonno di Yuko. Vive con la moglie Ine nella vicina Pikariyama, dove coltivano il riso, fornito poi al negozio Omori Gohan.
Nonno di Iona (いおなの祖父?, Iona no sofu)
Doppiato da: Takuya Masumoto (ed. giapponese)
È il nonno di Iona. Fa l'insegnante di karate nel dojo di famiglia. Iona vive con lui dopo la partenza dei genitori per gli Stati Uniti.
Hiroko Sagara (相楽 ひろ子?, Sagara Hiroko)
Doppiata da: Yukiko Iwai (ed. giapponese)
È la madre di Seiji e Mao. Guida camion dei trasporti ed è spesso assente da casa. È una cara amica di Kaori, la mamma di Megumi.
Mao Sagara (相楽 真央?, Sagara Mao)
Doppiata da: Yayoi Sugaya (ed. giapponese)
È la sorellina di Seiji e frequenta la terza elementare. Vuole bene a Megumi ed è una grande fan del programma tv Pretty Cure Weekly.
Professoressa Izumi (和泉先生?, Izumi-sensei)
Doppiata da: Yayoi Sugaya (ed. giapponese)
È l'insegnante della classe di Megumi, Yuko e Hime.
Professor Nakano (中野先生?, Nakano-sensei)
Doppiato da: Ryūichi Kijima (ed. giapponese)
È un insegnante della scuola Pikarigaoka. Ha alcuni problemi nel comunicare con gli studenti ma, incoraggiato da Hime, promette di lavorare sodo.
Rin Ishigami (石神 りん?, Ishigami Rin), Rei Takano (高野 れい?, Takano Rei), Elena Shiina (椎名 えれな?, Shīna Erena) & Kana Furuta (古田 かな?, Furuta Kana)
Doppiate da: Miyuki Kobori, Miki Hase, Mami Ozaki e Asami Yano (ed. giapponese)
Sono delle compagne di classe di Megumi, Yuko, e, in seguito, Hime. I genitori di Rei hanno un negozio di antichità, mentre quelli di Elena vendono alimentari.
Kazumi (かずみ?, Kazumi)
Doppiata da: Ayumi Fujimura (ed. giapponese)
Amica e compagna di classe di Megumi, è un membro del club di karate.
Hitomi (ひとみ?, Hitomi)
Doppiata da: Yūko Hara (ed. giapponese)
Compagna di scuola di Megumi, è la presidentessa del coro della scuola. Quando si tratta di musica, è molto severa ed esigente.
Kenta Yamazaki (山崎 健太?, Yamazaki Kenta)
Doppiato da: Tatsuhisa Suzuki (ed. giapponese)
È un compagno di classe di Megumi, Seiji, Yuko e Hime. Gioca a baseball e prende sempre voti bassi a scuola.
Yuya Kaido (海藤 裕哉?, Kaidō Yūya)
Doppiato da: Kōki Uchiyama (ed. giapponese)
Amico di Seiji, è un ragazzo gentile e intelligente che gioca a basket ed è da tempo innamorato di Iona.
Miyo Masuko (増子 美代?, Masuko Miyo)
Doppiata da: Sachiko Kojima (ed. giapponese)
È la giornalista del Pretty Cure Weekly (プリキュアウィークリー?, Purikyua Wīkurī), programma televisivo che si occupa di notizie riguardanti tutte le Pretty Cure del mondo. È una ragazza dinamica ed energica, che svolge il suo lavoro di giornalista d'assalto con grande dedizione. Dopo essere stata salvata in passato da Cure Tender, ha deciso di voler diventare anche lei una Pretty Cure e ha iniziato a raccogliere ogni informazione possibile. Scopre l'identità delle HappinessCharge Pretty Cure quando Megumi si offre di aiutarla a diventare una guerriera e si trasforma davanti a lei; però, quando Blue le consegna un Cristallo d'Amore, questo non reagisce, ma sceglie in ogni caso di non rendere pubblico ciò che ha scoperto. Le caratteristiche del suo personaggio, così come il suo nome, sono molto simili a Mika Masuko (personaggio di Yes! Pretty Cure 5 e Yes! Pretty Cure 5 GoGo!).

### Altre Pretty Cure
In tutto il mondo, oltre alle HappinessCharge Pretty Cure, sono attive altre Pretty Cure che combattono contro i Saiark. Molte di esse, però, sono state sconfitte da Phantom e si trovano nel Cimitero delle Pretty Cure, intrappolate negli specchi; vengono liberate in seguito alla purificazione di Queen Mirage e tornano a combattere nei loro Paesi o ad aiutare le HappinessCharge contro la minaccia di Red.
Bomber Girls Pretty Cure (ボンバーガールズプリキュア?, Bonbā Gāruzu Purikyua)
Doppiate da: Miyuki Kobori, Mariko Kouda e Akemi Okamura (ed. giapponese)
Sono un trio di Pretty Cure, rispettivamente di colore blu con i capelli rossi, rosa con i capelli biondi, e giallo con i capelli argento, attive in Texas, negli Stati Uniti. Sono vestite da cowgirl e nativi americani. Compaiono per la prima volta nell'episodio 8. Il loro attacco è Star Boomerang (スター・ブーメラン?, Sutā Būmeran).
Cure Art (キュアアール?, Kyua Āru)
Doppiata da: Asami Yano (ed. giapponese)
È una Pretty Cure di colore rosa, con capelli biondi e occhi rosa, attiva a Parigi, in Francia; è l'unico membro ancora attivo delle Merci Pretty Cure (メルシィプリキュア?, Merushī Purikyua). Compare per la prima volta nell'episodio 8. Il suo attacco è Pinceau Arc-en-ciel (パッソー・アルカンシェル?, Passō Arukansheru) e la sua arma è un enorme pennello.
Wonderful Net Pretty Cure (ワンダフルネットプリキュア?, Wandafuru Netto Purikyua)
Doppiate da: ? e ? (ed. giapponese)
Sono un duo di Pretty Cure, di colore arancione e verde, attive a Mumbai, in India. Entrambe indossano gli occhiali. Compaiono per la prima volta nell'episodio 8. Il loro attacco è Optical Wave (オプティカル・ウェーブ?, Oputikaru Uēbu).
Cure Nile (キュアナイル?, Kyua Nairu)
Doppiata da: ? (ed. giapponese)
È una Pretty Cure di colore azzurro e giallo attiva a Il Cairo, in Egitto. Viene sconfitta e intrappolata in uno specchio da Phantom, ma successivamente viene liberata con la caduta dell'Impero Fantasma. Il suo attacco è Nile Stream (ナイル・ストリーム?, Nairu Sutorīmu).
Cure Continental (キュアコンチネンタル?, Kyua Konchinentaru)
Doppiata da: ? (ed. giapponese)
È una Pretty Cure di colore blu, con capelli biondi e occhi azzurri, attiva a Londra, in Inghilterra. Viene sconfitta e intrappolata in uno specchio da Phantom, ma successivamente viene liberata con la caduta dell'Impero Fantasma.
Cure Katyusha (キュアカチューシャ?, Kyua Kachūsha)
È una Pretty Cure di colore cobalto con capelli castani attiva a Mosca, in Russia. Viene sconfitta e intrappolata in uno specchio da Phantom, ma successivamente viene liberata con la caduta dell'Impero Fantasma.
Cure Southern Cross (キュアサザンクロス?, Kyua Sazan Kurosu)
È una Pretty Cure di colore arancione con capelli rossicci attiva a Sydney, in Australia. Viene sconfitta e intrappolata in uno specchio da Phantom, ma successivamente viene liberata con la caduta dell'Impero Fantasma.
Cure Pantaloni (キュアパンタローニ?, Kyua Pantarōni) & Cure Gonna (キュアゴーンナ?, Kyua Gōnna)
Sono due Pretty Cure gemelle di colore grigio e bianco con capelli biondi attive a Roma, in Italia. Vengono sconfitte e intrappolate in uno specchio da Phantom, ma successivamente vengono liberate con la caduta dell'Impero Fantasma.
Matador Pretty Cure (マタドールプリキュア?, Matadōru Purikyua)
È una Pretty Cure di colore fucsia con capelli castani attiva a Madrid, in Spagna. Viene sconfitta e intrappolata in uno specchio da Phantom e Miyo Masuko ne dà la notizia. Successivamente viene liberata con la caduta dell'Impero Fantasma.
Alo~ha Pretty Cure (アロ～ハプリキュア?, Aro~ha Purikyua)
Doppiate da: Hitomi Yoshida (Ohana) e Sayaka Nakaya (Orina) (ed. giapponese); Aloalo doppiata da Seria Fukagawa (ed. giapponese)
Sono un duo di Pretty Cure gemelle attive alle Hawaii. Ohana (オハナ?, Ohana) ha una personalità forte e si trasforma in Cure Sunset (キュアサンセット?, Kyua Sansetto), la Pretty Cure del Tramonto, di colore arancione, che si presenta con la frase «Il tramonto rosso è il giuramento verso il domani» (「紅い夕日は明日への誓い」?, «Akai yūhi wa asu he no chikai»); Orina (オリナ?, Orina) è più timida e si trasforma in Cure Wave (キュアウェーブ?, Kyua Uēbu), la Pretty Cure delle Onde, di colore acquamarina, che si presenta con la frase «Il moto ondoso è il tono dell'eternità» (「寄せては返す悠久の調べ」?, «Yosete wa kaesu yūkyū no shirabe»). Compaiono per la prima volta nell'episodio 28, quando la loro fata, Aloalo (アロアロ?, Aroaro), chiede aiuto alle HappinessCharge Pretty Cure per sconfiggere Madame Momeru, che ha congelato le Hawaii e ha causato un litigio tra le due combattenti. Sono le uniche Pretty Cure non protagoniste nella serie per le quali viene mostrata la trasformazione, alla fine della quale dicono «Le due luci che splendono nei tropici! Alo~ha Pretty Cure!» (「南国に輝くふたつの光！アロ～ハプリキュア！」?, «Nangoku ni kagayaku futatsu no hikari! Aro~ha Purikyua!»). Il loro attacco è Hawaiian Lino Afua (ハワイアン・リノアフア?, Hawaian Rino Afua).
Cure Sherry (キュアシェリー?, Kyua Sherī)
Doppiata da: Seria Fukagawa (ed. giapponese)
È una Pretty Cure di colore arancione e giallo.
Pretty Cure non identificate (そのほかのプリキュア?, Sono hoka no Purikyua)
Alcune Pretty Cure straniere, sconfitte e intrappolate negli specchi da Phantom, non sono state identificate. Nell'episodio 14 appaiono tre Pretty Cure rispettivamente di colore verde, viola e rosa pesca. Nell'episodio 16 una Pretty Cure di colore rosso. Negli episodi 20 e 48 una Pretty Cure di colore bianco, giallo e verde. Nell'episodio 46 una Pretty Cure di colore blu, verde e argento.

## Oggetti magici
PreCard (プリカード?, Purikādo)
Sono delle carte speciali che, se inserite nel PreChan Mirror, permettono alle Pretty Cure di attivare la trasformazione, che cambia a seconda della carta utilizzata. Vengono memorizzate nei Card File dalle fatine ogni volta che viene sconfitto un Saiark nemico; una volta riempito questo, si può realizzare un desiderio.
PreChan Mirror (プリチェンミラー?, Purichen Mirā)
È l'oggetto in cui vengono inserite le PreCard che utilizzano Megumi, Hime, Yuko, e inizialmente anche Iona, per trasformarsi. Può assorbire e riflettere l'attacco nemico. È uno specchio, il cui nome intero è Pretty Change Mirror.
Love PreBrace (ラブプリブレス?, Rabu Puriburesu)
È il bracciale utilizzato da Cure Lovely, Cure Princess, e inizialmente anche da Cure Fortune, per attaccare.
Triple Dance Honey Baton (トリプルダンスハニーバトン?, Toripuru Dansu Hanī Baton)
È la bacchetta magica utilizzata da Cure Honey per attaccare. Ha tre forme: la Baton Mode, che funge da microfono, con la quale può cantare, ipnotizzando i nemici e aumentando il potere delle altre Pretty Cure; la Ribbon Mode che funge da nastro; la Maracas Mode per suonarle come l'omonimo strumento.
Fortune Piano (フォーチュンピアノ?, Fōchun Piano)
È l'oggetto utilizzato da Iona per trasformarsi, dopo che Phantom ha distrutto le PreCard di trasformazione che servono a far funzionare il PreChan Mirror della ragazza.
Fortune Tambourine (フォーチュンタンバリン?, Fōchun Tanbarin)
È il tamburello a forma di stella utilizzato da Cure Fortune per attaccare, dopo che Phantom ha distrutto le PreCard che servono a far funzionare il Love PreBrace di Iona. È custodito nell'anello viola a forma di stella che porta al dito medio della mano sinistra.
Cure Line (キュアライン?, Kyua Rain)
È un cellulare dato da Blue a Megumi e Hime per comunicare tra di loro. Svolge le normali funzioni di un comune smartphone, ma il suo uso è vietato a chi non è coinvolto con le Pretty Cure. Viene consegnato anche a Seiji quando scopre l'identità delle due ragazze, e a Yuko e Iona, quando si uniscono al gruppo.
Cristallo d'Amore (愛の結晶?, Ai no Kesshō)
È un oggetto creato e affidato da Blue a Hime per trovare una nuova compagna con cui combattere. Il cristallo, lanciato senza pensarci troppo da Cure Princess dall'alto di un palazzo, cade su Megumi, prescelta poi per trasformarsi in Cure Lovely. Red ne crea uno simile ma dal potere opposto, Cristallo d'Odio (憎しみの結晶?, Nikushimi no Kesshō), per soggiogare Seiji e renderlo malvagio.
Axia (アクシア?, Akushia)
È una scatola magica in cui vengono sigillati coloro che portano disastri nel mondo. È nascosta all'interno del Regno Blue Sky che per lungo tempo ha tenuto al suo interno i Saiark. Hime, curiosa di sapere cosa ci fosse dentro, l'ha aperta e ciò ha permesso ai Saiark, a Queen Mirage e ai suoi scagnozzi di liberarsi e d'invadere il regno. In greco, ἀξία significa "valore". Successivamente Blue, con l'aiuto di Hime, ne rivela la vera forma, lo Shining Make Dresser.
Shining Make Dresser (シャイニングメイクドレッサー?, Shainingu Meiku Doressā)
La vera forma della scatola Axia, potenzia le Pretty Cure con nuovi attacchi e la trasformazione in Innocent Form. È una trousse formata da uno specchio con una base sulla quale sono presenti quattro cuori, ciascuno del colore di una Pretty Cure, e un pennello per truccarsi.
Innocent Harmony Mic (イノセントハーモニーマイク?, Inosento Hāmonī Maiku)
È un microfono che le Pretty Cure utilizzano esclusivamente con la Innocent Form nell'attacco Innocent Purification.

## Trasformazioni e attacchi

### Cure Lovely
- Trasformazione: Megumi usa il PreChan Mirror e le PreCard per trasformarsi e, diventata Cure Lovely, si presenta al nemico. Quando esegue la Form Change, invece, si presenta dicendo solo il nome della forma assunta.

- Pinky Love Shoot (ピンキー・ラブ・シュート?, Pinkī Rabu Shūto): è l'attacco di Cure Lovely con il Love PreBrace. La Pretty Cure crea un cuore rosa che scaglia contro il nemico, sconfiggendolo.

- Lovely Punch (ラブリー・パンチ?, Raburī Panchi): raccoglie le proprie energie in un pugno, dal quale fuoriescono delle onde luminose di colore rosa che colpiscono il nemico.
- Lovely Heart Restruction (ラブリー・ハートリストラクション?, Raburī Hāto Risutorakushon): scaglia una scarica di piccoli cuori rosa contro il nemico, immobilizzandolo.
- Lovely Explosion Bomber (ラブリー・エクスプロージョンボンバー?, Raburī Ekusupurōjon Bonbā): raccoglie le proprie energie in un pugno, dal quale si crea una palla infuocata che scaglia contro il nemico.
- Pretty Cure Kick (プリキュア・キック?, Purikyua Kikku): colpisce il nemico con un calcio volante.
- Lovely Beam (ラブリー・ビーム?, Raburī Bīmu): spara raggi laser di colore rosa dagli occhi.
- Lovely Shield (ラブリー・シールド?, Raburī Shīrudo): crea una barriera rosa a forma di cuore.
- Lovely Punching Punch (ラブリー・パンチングパンチ?, Raburī Panchingu Panchi): crea un grande pugno rosa che colpisce il nemico.
- Lovely Rising Sword (ラブリー・ライジングソード?, Raburī Raijingu Sōdo): crea una spada luminosa rosa che taglia in due gli attacchi nemici e che può usare anche per difendersi. Una sua variazione è la Lovely Rising Bat (ラブリー・ライジングバット?, Raburī Raijingu Batto), una mazza da baseball luminosa rosa, con cui esegue il potente lancio Lovely Home Run (ラブリー・ホームラン?, Raburī Hōmu Ran).
- Lovely Blaster (ラブリー・ブラスター?, Raburī Burasutā): genera una grande onda di calore che scioglie il nemico. Nell'episodio 36, invece, lancia un raggio di energia rosa al nemico.
- Lovely Shining Impact (ラブリー・シャイニングインパクト?, Raburī Shainingu Inpakuto): colpisce il nemico con un raggio laser di colore rosa scagliato con il pugno.
- Lovely Heart Stamp (ラブリー・ハートスタンプ?, Raburī Hāto Sutanpu): crea un enorme cuore rosa con cui colpisce il nemico.
- Passion Dynamite (パッション・ダイナマイト?, Passhon Dainamaito): è l'attacco in 3D di Cure Lovely quando diventa Cherry Flamenco. La guerriera, danzando, crea un'esplosione di fiamme che colpiscono i Choiark.

- Lovely Rosa Tormenta (ラブリー・ロサトルメンタ?, Raburī Rosa Torumenta): è un attacco di Cure Lovely quando diventa Cherry Flamenco. La guerriera crea una tempesta di petali di rosa che colpiscono il nemico e lo intrappolano in un tornado.
- Lovely Fire Festival (ラブリー・ファイヤーフェスティバル?, Raburī Faiyā Fesutibaru): è un attacco di Cure Lovely quando diventa Cherry Flamenco. La guerriera crea una tempesta di fuoco che intrappola il nemico.
- Pop'n Sonic Attack (ポップン・ソニック・アタック?, Poppun Sonikku Atakku): è l'attacco in 3D di Cure Lovely quando diventa Lollipop Hiphop. La guerriera, danzando, crea delle note musicali che schiacciano i Choiark.

- Trasformazione (Innocent Form (イノセント・フォーム?, Inosento Fōmu)): Cure Lovely acquisisce la sua Innocent Form con il PreChan Mirror e le PreCard, eseguita per la prima volta nell'episodio 36. L'abito, uguale per tutte le guerriere, assume sfumature più bianche.

- Lovely Powerful Kiss (ラブリー・パワフルキッス?, Raburī Pawafuru Kissu): è l'attacco principale di Cure Lovely nella sua Innocent Form, usufruendo dei poteri dello Shining Make Dresser e utilizzato per la prima volta nell'episodio 36. La guerriera preme due volte con la penna luminosa il cuore rosa dello Shining Make Dresser e proietta il proprio simbolo, il cuore, sullo specchio; quindi, si trucca le labbra di rosso e, mandando un bacio, genera un cuore rosa che si scaglia contro il nemico, immobilizzandolo.
- Trasformazione (Forever (フォーエバー?, Fōebā)): è la trasformazione di Cure Lovely con il PreChan Mirror e le PreCard eseguita nell'episodio 48, grazie a tutte le altre guerriere, Blue, Seiji, Ribbon e Glasan.

- Forever Happiness Shower (フォーエバー・ハピネスシャワー?, Fōebā Hapinesu Shawā): è l'attacco di Forever Lovely. La guerriera concentra le energie nella spilla a forma di cuore sul petto e poi genera un fascio di stelle dorate e raggi rosa che colpiscono il nemico, purificandolo.

### Cure Princess
- Trasformazione: Hime usa il PreChan Mirror e le PreCard per trasformarsi e, diventata Cure Princess, si presenta al nemico. Quando esegue la Form Change, invece, si presenta dicendo solo il nome della forma assunta.

- Blue Happy Shoot (ブルー・ハッピー・シュート?, Burū Happī Shūto): è l'attacco di Cure Princess con il Love PreBrace. La Pretty Cure crea un cerchio blu che scaglia contro il nemico, sconfiggendolo.

- Princess Dangan Machine Gun (プリンセス弾丸マシンガン?, Purinsesu Dangan Mashin Gan): colpisce il nemico con una scarica di sfere di energia blu.
- Princess Ball (プリンセス・ボール?, Purinsesu Bōru): colpisce il nemico con una palla di energia blu.
- Princess Tornado (プリンセス・トルネード?, Purinsesu Torunēdo): crea una raffica di vento contro il nemico.
- Princess Bakudan Bomber (プリンセス爆弾ボンバー?, Purinsesu Bakudan Bonbā): da entrambe le mani colpisce il nemico con una scarica di sfere di energia blu.
- Princess Barrier (プリンセス・バリア?, Purinsesu Baria): crea una barriera blu a forma di cerchio.
- Princess Kyūkōka Dive (プリンセス急降下ダイブ?, Purinsesu Kyūkōka Daibu): salta in aria e colpisce il nemico.
- Princess Cutter (プリンセス・カッター?, Purinsesu Kattā): lancia delle lame elettriche, create dalle code dei suoi capelli, contro il nemico.
- Princess Genkotsu Twin Magnum (プリンセス拳骨ツインマグナム?, Purinsesu Genkotsu Tsuin Magunamu): crea due grandi pugni blu che colpiscono il nemico.
- Princess Gachinko Head (プリンセス・ガチンコヘッド?, Purinsesu Gachinko Heddo): colpisce il nemico con la fronte.
- Arabesque Shower (アラベスク・シャワー?, Arabesuku Shawā): è l'attacco in 3D di Cure Princess quando diventa Sherbet Ballet. La guerriera, danzando, fa scendere la neve che congela i Choiark.

- Blizzard En Tournant (ブリザード・アン・トゥールナン?, Burizādo An Tūrunan): è un attacco di Cure Princess quando diventa Sherbet Ballet. La guerriera, piroettando su se stessa, congela i nemici con una bufera.

- Hawaiian Alohaloe (ハワイアン・アロハロエ?, Hawaian Aroharoe): è l'attacco in 3D di Cure Princess quando diventa Macadamia HulaDance. La guerriera, danzando l'Hula delle Hawaii, manda un bacio, crea tanti fiori e fa volare via i Choiark; anche chi si trova vicino viene colpito dall'attacco e inizia a ballare.

- Trasformazione (Innocent Form (イノセント・フォーム?, Inosento Fōmu)): Cure Princess acquisisce la sua Innocent Form con il PreChan Mirror e le PreCard, eseguita per la prima volta nell'episodio 34. L'abito, uguale per tutte le guerriere, assume sfumature più bianche.

- Princess Windy Wink (プリンセス・ウィンディウィンク?, Purinsesu Uindi Uinku): è l'attacco principale di Cure Princess nella sua Innocent Form, usufruendo dei poteri dello Shining Make Dresser e utilizzato per la prima volta nell'episodio 34. La guerriera preme di seguito con la penna luminosa i cuori blu e giallo dello Shining Make Dresser e proietta il proprio simbolo, il cerchio, sullo specchio; quindi si trucca gli occhi di verde e genera un tornado di cerchi verdi che si scaglia contro il nemico, immobilizzandolo.

### Cure Honey
- Trasformazione: Yuko usa il PreChan Mirror e le PreCard per trasformarsi e, diventata Cure Honey, si presenta al nemico. Quando esegue la Form Change, invece, si presenta dicendo solo il nome della forma assunta.

- Sparkling Baton Attack (スパークリング・バトン・アタック?, Supākuringu Baton Atakku): è l'attacco di Cure Honey con il Triple Dance Honey Baton. La Pretty Cure, agitando la sua bacchetta magica, genera in cielo un enorme fiore verde che brucia a contatto con l'atmosfera e si scaglia poi contro il nemico, sconfiggendolo.

- Honey Teleport (ハニー・テレポート?, Hanī Terepōto): si teletrasporta dove vuole.
- Honey Ribbon Spiral (ハニー・リボン・スパイラル?, Hanī Ribon Supairaru): avvolge il nemico con un nastro giallo generato con la Triple Dance Honey Baton in Ribbon Mode.
- Honey Throw (ハニー・スロー?, Hanī Surō): solleva e scaglia il nemico contro il terreno dopo averlo avvolto con la Honey Ribbon Spiral.
- Honey Healing Rhythm (ハニー・ヒーリングリズム?, Hanī Hīringu Rizumu): agitando il Triple Dance Honey Baton in Maracas Mode, emette delle onde che guariscono le altre Pretty Cure.
- Honey Baton Crystal Song (ハニーバトン・クリスタルソング?, Hanī Baton Kurisutaru Songu): cantando con il Triple Dance Honey Baton, genera delle note musicali attorno a sé e purifica i Choiark.
- Honey Super Sonic Spark (ハニー・スーパーソニックスパーク?, Hanī Sūpā Sonikku Supāku): dal Triple Dance Honey Baton in Maracas Mode fuoriescono raffiche di fiori luminosi di colore verde che colpiscono il nemico.
- Honey Happiness Love Shower (ハニー・ハピネスラブシャワー?, Hanī Hapinesu Rabu Shawā): cantando e danzando con il Triple Dance Honey Baton purifica i Choiark.
- Honey Stamp (ハニー・スタンプ?, Hanī Sutanpu): dopo aver fatto apparire un fiore luminoso di colore verde sulla punta del Triple Dance Honey Baton, colpisce il nemico utilizzando lo scettro come fosse un martello.
- Honey Ribbon Heart Wall (ハニー・リボンハートウォール?, Hanī Ribon Hāto Uōru): con un nastro giallo generato dalla Triple Dance Honey Baton in Ribbon Mode, forma un cuore dal quale si produce una barriera gialla a forma di cuore.
- Ribbon Heart Explosion (リボン・ハート・エクスプロージョン?, Ribon Hāto Ekusupurōjon): è l'attacco in 3D di Cure Honey quando diventa Popcorn Cheer. La guerriera, danzando con un nastro giallo, provoca un'esplosione di cuori che colpiscono i Choiark, facendoli volare via.

- Maracas Rhythm Spark (マラカス・リズム・スパーク?, Marakasu Rizumu Supāku): è l'attacco in 3D di Cure Honey quando diventa Coconuts Samba. La guerriera, danzando e agitando il Triple Dance Honey Baton in Maracas Mode, fa stancare i nemici costringendoli a ballare con delle maracas arancioni.

- Honey Burning Dance (ハニー・バーニングダンス?, Hanī Bāningu Dansu): è un attacco di Cure Honey quando diventa Coconuts Samba. La guerriera, agitando il Triple Dance Honey Baton in Maracas Mode e battendo i piedi a terra, genera un'eruzione che colpisce il nemico.

- Trasformazione (Innocent Form (イノセント・フォーム?, Inosento Fōmu)): Cure Honey acquisisce la sua Innocent Form con il PreChan Mirror e le PreCard, eseguita per la prima volta nell'episodio 35. L'abito, uguale per tutte le guerriere, assume sfumature più bianche.

- Honey Temptation (ハニー・テンプテーション?, Hanī Tenputēshon): è l'attacco principale di Cure Honey nella sua Innocent Form, usufruendo dei poteri dello Shining Make Dresser e utilizzato per la prima volta nell'episodio 35. La guerriera preme due volte con la penna luminosa il cuore giallo dello Shining Make Dresser e proietta il proprio simbolo, il fiore, sullo specchio; quindi si trucca le guance di giallo e raccoglie le energie in una sfera gialla dalla quale fuoriescono dei raggi che si scagliano contro il nemico, immobilizzandolo.

### Cure Fortune
- Trasformazione: Iona usa il PreChan Mirror e le PreCard per trasformarsi e, diventata Cure Fortune, si presenta al nemico; a partire dall'episodio 22, utilizza invece il Fortune Piano e delle nuove PreCard. Quando esegue la Form Change, invece, si presenta dicendo solo il nome della forma assunta.

- Stardust Shoot (スターダスト・シュート?, Sutādasuto Shūto): è l'attacco di Cure Fortune con il Love PreBrace. La Pretty Cure genera una stella viola che scaglia contro il nemico, sconfiggendolo.

- Star Stream (スター・ストリーム?, Sutā Sutorīmu): colpisce il nemico con una scarica di sfere viola, sconfiggendolo.

- Starlight Ascension (スターライト・アセンション?, Sutāraito Asenshon): è l'attacco di Cure Fortune con il Fortune Tambourine. La Pretty Cure, agitando il tamburello, genera una tempesta di stelle che colpisce il nemico, sconfiggendolo.

- Fortune Starburst (フォーチュン・スターバースト?, Fōchun Sutābāsuto): lancia un raggio di energia viola contro il nemico.
- Fortune Star Ring (フォーチュン・スターリング?, Fōchun Sutā Ringu): genera cinque stelle viola che, diventate anelli, si scagliano contro il nemico.
- Fortune Comet Arrow (フォーチュン・コメットアロー?, Fōchun Kometto Arō): con il Fortune Tambourine o l'anello a forma di stella genera una o più stelle viola che come frecce luminose si scagliano contro il nemico.
- Fortune Shaking Star (フォーチュン・シェイキングスター?, Fōchun Sheikingu Sutā): con il Fortune Tambourine genera una tempesta di stelle viola che colpiscono il nemico.
- Oriental Dream (オリエンタル・ドリーム?, Orientaru Dorīmu): è l'attacco in 3D di Cure Fortune quando diventa Pine Arabian. La guerriera, danzando con il Fortune Tambourine, costringe i Choiark a danzare come lei con un tamburello ed in seguito questi si addormentano.

- Sakura fubuki no mai (桜吹雪の舞?, Sakura fubuki no mai): è l'attacco in 3D di Cure Fortune quando diventa Anmitsu Komachi. La guerriera, danzando con il Fortune Tambourine, genera una bufera di fiori di ciliegio che fa volare via i Choiark.

- Trasformazione (Innocent Form (イノセント・フォーム?, Inosento Fōmu)): Cure Fortune acquisisce la sua Innocent Form con il Fortune Piano e le PreCard, eseguita per la prima volta nell'episodio 32. L'abito, uguale per tutte le guerriere, assume sfumature più bianche.

- Emerald Illusion (エメラルド・イリュージョン?, Emerarudo Iryūjon): è l'attacco principale di Cure Fortune nella sua Innocent Form, usufruendo dei poteri dello Shining Make Dresser e utilizzato per la prima volta nell'episodio 32. La guerriera preme di seguito con la penna luminosa i cuori blu, giallo e viola dello Shining Make Dresser e proietta il proprio simbolo, la stella, sullo specchio; quindi genera una sorta di globo di cristallo che intrappola il nemico al suo interno, immobilizzandolo.

### In gruppo
- Presentazione: è la frase di presentazione di gruppo delle Pretty Cure una volta conclusasi la trasformazione.

- Twin Miracle Power Shoot (ツイン・ミラクル・パワー・シュート?, Tsuin Mirakuru Pawā Shūto): è l'attacco combinato di Cure Lovely e Cure Princess con i Love PreBrace, utilizzato per la prima volta nell'episodio 7. Le Pretty Cure creano un cuore rosa e un cerchio blu, che uniscono e calciano contro il nemico.

- Happiness Big Bang (ハピネス・ビッグバーン?, Hapinesu Biggu Ban): è il primo attacco di gruppo delle Pretty Cure, eseguito con lo Shining Make Dresser e utilizzato per la prima volta nell'episodio 30. Le Pretty Cure ricevono delle penne luminose con le quali premono il cuore del proprio colore sullo Shining Make Dresser, si truccano e poi, dopo che Cure Princess disegna il simbolo di un'ala, proiettando il proprio simbolo sullo specchio, generano un cuore arcobaleno che colpisce il nemico.

- Innocent Purification (イノセント・プリフィケーション?, Inosento Purifikēshon): è il secondo attacco di gruppo delle Pretty Cure, eseguito con lo Shining Make Dresser e utilizzato per la prima volta nell'episodio 38. Tutte e quattro le Pretty Cure sono nella loro Innocent Form. Le Pretty Cure ricevono delle penne luminose che si trasformano negli Innocent Harmony Mic e, dopo che Cure Lovely proietta il simbolo dell'infinito sullo specchio, cantano una canzone, al termine della quale le guerriere sfrecciano come saette contro il nemico, purificandolo.

- Attacco: Cure Fortune e Cure Tender, nell'episodio 46, si prendono per mano e dai loro simboli di stella e mezzaluna generano un flusso di energia viola-indaco esplosiva contro il nemico.
- Attacco: usufruendo dei poteri dello Shining Make Dresser, Cure Lovely e Cure Princess nella loro Innocent Form, nell'episodio 48, si prendono per mano e creano un cuore rosa da cui esce un raggio del medesimo colore che colpisce il nemico.

## Luoghi
Regno Blue Sky (ブルースカイ王国?, Burū Sukai Ōkoku)
È il regno della principessa Hime, invaso dall'Impero Fantasma a seguito dell'apertura della Axia. Sulla Terra c'è la sua ambasciata. Dopo la purificazione di Queen Mirage, i suoi abitanti vengono liberati dagli specchi nei quali sono intrappolati.
Impero Fantasma (幻影帝国?, Gen'ei Teikoku)
È l'organizzazione nemica guidata da Queen Mirage. L'apertura della Axia ha permesso loro, per disgrazia, di liberarsi e d'invadere il Regno Blue Sky.
Cimitero delle Pretty Cure (プリキュア墓場?, Purikyua hakaba)
È il luogo di difficile accesso nel quale sono radunate le Pretty Cure sconfitte da Phantom e intrappolate dentro a degli specchi. Dopo la purificazione di Queen Mirage, tutte le Pretty Cure presenti vengono liberate ed esso scompare.
Pikarigaoka (ぴかりが丘?, Pikarigaoka)
È la città dove vivono Megumi, Hime, Yuko e Iona.
Scuola Pikarigaoka (ぴかりが丘学園?, Pikarigaoka Gakuen)
È la scuola frequentata da Megumi, Yuko, Iona, Seiji e, in seguito, anche da Hime.
Ambasciata del Regno Blue Sky (ブルースカイ王国大使館?, Burū Sukai Ōkoku taishikan)
È l'ambasciata sulla Terra del Regno Blue Sky, dove risiedono Hime, Ribbon e Blue. Al suo interno c'è la Cross Mirror Room (クロスミラールーム?, Kurosu Mirā Rūmu), una stanza tappezzata di specchi da cui il suo creatore Blue può controllare ogni angolo del mondo; ognuno degli specchi, attraversandoli, porta in un luogo; esiste una versione di questa stanza creata da Red sotto lo pseudonimo di Deep Mirror.
Omori Gohan (大森ご飯?, Ōmori Gohan)
È il negozio di bentō da asporto gestito dalla famiglia di Yuko.
Pianeta Red (惑星レッド?, Wakusei Reddo)
È il pianeta governato da Red, opposto alla Terra di Blue. Dopo essere stato distrutto, il suo stesso creatore è caduto in preda alla disperazione e all'invidia, portandolo a ideare un piano per distruggere la Terra, che al contrario del pianeta Red non era stata distrutta. Con la caduta dell'Impero Fantasma, Blue e Mirage partono insieme a Red, purificato, per ricostruirlo. Il suo aspetto desertico e rossastro lo rendono simile al pianeta Marte.

## Episodi
Dall'episodio 1 al 34, poco prima della sigla d'apertura, sono presenti dei corti animati nei quali, a turno, ognuna delle Pretty Cure delle precedenti serie si congratula per il decimo anniversario del franchise.

### Sigle
La sigla originale di apertura e la prima di chiusura sono composte da Yasuo Kosugi, mentre la seconda di chiusura da Hizashi; i testi sono di Kumiko Aoki per l'iniziale e di Natsumi Tadano per le finali.
Sigla di apertura
- HappinessCharge Precure! WOW! (ハピネスチャージプリキュア！ＷＯＷ！?), cantata da Sayaka Nakaya

Sigla di chiusura
- Precure Memory (プリキュア・メモリ?), cantata da Hitomi Yoshida (ep. 1-26)
- Party Has Come (パーティ ハズカム?), cantata da Hitomi Yoshida (ep. 27-49)

Del video della sigla di testa sono state realizzate tre versioni: nella prima negli istanti iniziali si vede solo la Form Change Popcorn Cheer di Cure Honey; nella seconda è inserita anche l'altra Form Change di Cure Honey, Coconuts Samba, e vengono cambiate alcune inquadrature; nella terza è inserita anche Cure Fortune con le sue due Form Change e nel finale viene mostrato parte dell'attacco di gruppo Happiness Big Bang.

### Distribuzione
In Giappone la serie è stata raccolta in una collezione di 16 DVD sia da Marvelous che TC Entertainment tra il 2 luglio 2014 e il 3 giugno 2015. Nei primi 15 DVD sono presenti tre episodi, mentre nell'ultimo quattro.
La serie è stata raccolta anche in quattro cofanetti Blu-ray, pubblicati da Marvelous Inc. e TC Entertainment e usciti tra il 5 novembre 2014 e il 1º luglio 2015.

## Film
| Titolo | Prima visione                |
| Titolo | Giapponese (cinematografica) |
| --- | ---------------------------- |
| Eiga Pretty Cure All Stars New Stage 3 - Eien no tomodachi (映画 プリキュアオールスターズＮｅｗＳｔａｇｅ３ 永遠のともだち?, Eiga Purikyua Ōru Sutāzu New Stage 3 Eien no tomodachi)                             | 15 marzo 2014                |
| Eiga HappinessCharge Pretty Cure! - Ningyō no Kuni no ballerina (映画 ハピネスチャージプリキュア！ 人形の国のバレリーナ?, Eiga Hapinesu Chāji Purikyua! Ningyō no Kuni no barerīna)                              | 11 ottobre 2014              |
| Eiga Pretty Cure All Stars - Haru no carnival♪ (映画 プリキュアオールスターズ 春のカーニバル♪?, Eiga Purikyua Ōru Sutāzu Haru no kānibaru♪)                                                                      | 14 marzo 2015                |
| Eiga Pretty Cure All Stars - Minna de utau♪ Kiseki no mahō! (映画 プリキュアオールスターズ みんなで歌う♪奇跡の魔法！?, Eiga Purikyua Ōru Sutāzu Minna de utau♪ Kiseki no mahō!)                                  | 19 marzo 2016                |
| Eiga HUGtto! Pretty Cure ♡ Futari wa Pretty Cure - All Stars Memories (映画 ＨＵＧっと！プリキュア♡ふたりはプリキュア オールスターズメモリーズ?, Eiga HUGtto! Purikyua ♡ Futari wa Purikyua Ōru Sutāzu Memorīzu) | 27 ottobre 2018              |
| Eiga Pretty Cure All Stars F (映画 プリキュアオールスターズＦ?, Eiga Purikyua Ōru Sutāzu F) | 15 settembre 2023            |

## Manga
Il manga di HappinessCharge Pretty Cure!, disegnato da Futago Kamikita, è stato serializzato sulla rivista Nakayoshi di Kōdansha da marzo 2014 a febbraio 2015. La serie, di tredici capitoli, è stata raccolta in un tankōbon il 6 marzo 2015.
| Nº    | Titolo italiano Giapponese 「Kanji」 - Rōmaji                                        | Data di prima pubblicazione         | Data di prima pubblicazione |
| Nº    | Titolo italiano Giapponese 「Kanji」 - Rōmaji                                        | Giapponese                          |                             |
| Unico | HappinessCharge Precure! 「ハピネスチャージプリキュア！」 - Hapinesu Chāji Purikyua! | 6 marzo 2015 ISBN 978-4-06-337824-5 |                             |

### Altre pubblicazioni
Il 14 marzo 2015 la Gakken Publishing ha pubblicato in Giappone HappinessCharge Precure!: Official Complete Book (ハピネスチャージプリキュア！ オフィシャルコンプリートブック?, Hapinesu Chāji Purikyua! Ofisharu Konpurīto Bukku) con ISBN 978-4-05-610764-7, libro dedicato alla serie contenenti interviste ai produttori, allo staff degli episodi, alle doppiatrici con retroscena che raccontano la nascita di HappinessCharge Pretty Cure!.

## CD e videogiochi
Durante il corso della serie sono stati pubblicati diversi CD e raccolte, sia di brani musicali che di colonna sonora, da Marvelous. I videogiochi, invece, sono stati distribuiti da Bandai.
| Nº | Titolo CD | Numero tracce | Data uscita      |
| -- | --- | ------------- | ---------------- |
| 1  | HappinessCharge Precure! WOW! / Precure Memory (ハピネスチャージプリキュア！ＷＯＷ！／プリキュア・メモリ?)                                                                       | 4             | 5 marzo 2014     |
| 2  | HappinessCharge Precure! - Original Soundtrack 1: Precure Sound Charge!! (ハピネスチャージプリキュア！ オリジナル・サウンドトラック１ プリキュア・サウンド・チャージ！！?)       | 38            | 21 maggio 2014   |
| 3  | HappinessCharge Precure! - Vocal Album 1: ~Hello! Happiness Friends!~ (ハピネスチャージプリキュア！ ボーカルアルバム１ ～Ｈｅｌｌｏ！ハピネスフレンズ！～?)                      | 11            | 23 luglio 2014   |
| 4  | Party Has Come (パーティ ハズカム?) | 4             | 8 ottobre 2014   |
| 5  | HappinessCharge Precure! - Original Soundtrack 2: Precure Sound Big Bang!! (ハピネスチャージプリキュア！ オリジナル・サウンドトラック２ プリキュア・サウンド・ビッグバーン！！?) | 35            | 5 novembre 2014  |
| 6  | HappinessCharge Precure! - Vocal Album 2: ~Shining☆Happiness Party~ (ハピネスチャージプリキュア！ ボーカルアルバム２ ～シャイニング☆ハピネスパーティ～?)                         | 11            | 19 novembre 2014 |
| 7  | Precure Colorful Collection: Lovely♥Pink (プリキュアカラフルコレクション ラブリー♥ピンク?)                                                                                       | 33            | 17 dicembre 2014 |
| 8  | Precure Colorful Collection: Kirakira☆Citrus (プリキュアカラフルコレクション キラキラ☆シトラス?)                                                                                 | 27            | 17 dicembre 2014 |
| 9  | Precure Colorful Collection: Twinkle♦Blue (プリキュアカラフルコレクション トゥインクル♦ブルー?)                                                                                  | 29            | 17 dicembre 2014 |
| 10 | HappinessCharge Precure! - Vocal Best (ハピネスチャージプリキュア！ ボーカルベスト?)                                                                                             | 16            | 14 gennaio 2015  |
| 11 | Precure Opening Theme Collection 2004~2016 (プリキュア オープニングテーマコレクション２００４～２０１６?)                                                                        | 15            | 3 agosto 2016    |
| 12 | Precure Ending Theme Collection 2004~2016 (プリキュア エンディングテーマコレクション２００４～２０１６?)                                                                         | 25            | 25 gennaio 2017  |
| 13 | Precure Vocal Best BOX 2013-2017 (プリキュア ボーカルベストＢＯＸ ２０１３–２０１７?)                                                                                            | 127           | 28 marzo 2018    |

| Nº | Titolo videogioco                                                                                  | Piattaforma  | Data uscita    |
| -- | -------------------------------------------------------------------------------------------------- | ------------ | -------------- |
| 1  | HappinessCharge Precure!: Kawarun☆Collection (ハピネスチャージプリキュア！ かわルン☆コレクション?) | Nintendo 3DS | 31 luglio 2014 |

## Trasmissioni e adattamenti nel mondo
HappinessCharge Pretty Cure! è stato trasmesso, oltre che in Giappone, anche in diversi Paesi in tutto il mondo.
| Stato         | Rete televisiva / piattaforma streaming | Data 1ª TV/streaming              |
| ------------- | --------------------------------------- | --------------------------------- |
| Albania       | Bang Bang                               | 11 giugno – 13 luglio 2018        |
| Corea del Sud | Champ TV, Anione TV                     | 4 settembre 2017 – 2 gennaio 2018 |
| Hong Kong     | TVB Jade                                | 21 gennaio – 8 luglio 2020        |

In Corea del Sud la serie ha semplificato il titolo in Happiness Pretty Cure! (해피니스 프리큐어！?). Le sigle sono cantate in coreano e le formule di trasformazione vengono leggermente modificate al contrario degli attacchi che restano invariati, ma viene eliminato ogni riferimento al Giappone e cambiano tutti i nomi dei personaggi: Megumi è Kim Na-yeon (김나연?), Hime è Jeong So-mi (정소미?), Yuko diventa Bae Ju-hee (배주희?), mentre Iona è Choi Yu-ra (최유라?).
A Hong Kong, è stato trasmesso con il titolo 幸福爆發！光之美少女S (Xìngfú bàofā! Guāng zhīměi shàonǚ, lett. "Scoppio di felicità! Ragazze della Luce"), i nomi presentano gli stessi ideogrammi degli originali, ma cambia la pronuncia, e trasformazioni e attacchi sono tradotti.